# The Death of Randy Fitzsimmons
| Recensione           | Giudizio |
| -------------------- | -------- |
| AllMusic             |          |
| American Songwriter  |          |
| DIY                  |          |
| Exclaim!             | 8/10     |
| The Guardian         |          |
| The Line of Best Fit | 7/10     |
| Mojo                 |          |
| NME                  |          |
| Pitchfork            | 6.9/10   |
| The Skinny           |          |

The Death of Randy Fitzsimmons è il sesto album discografico in studio del gruppo musicale svedese The Hives, pubblicato l'11 agosto 2023 attraverso l'etichetta della band Disques Hives. Il disco contiene il primo materiale pubblicato in studio da Lex Hives del 2012, il più ampio arco di tempo tra due album del gruppo.

## Registrazione
L'album è stato registrato nello studio posseduto dal membro degli ABBA Benny Andersson a Stoccolma. Annunciato il 2 maggio 2023, quello stesso giorno vide la pubblicazione del singolo "Bogus Operandi". Secondo Rolling Stone, l'album è "una collezione di 12 canzoni punk di grande energia che ricorda i loro migliori lavori all'inizio degli anni 2000". Il cantante Pelle Almqvist, riflettendo sulle intenzioni del disco, ha affermato "Il Rock'n'roll non può crescere, è perpetuamente adolescente e quest'album suona esattamente così". Secondo il comunicato stampa, il "titolo macabro" si riferisce alla lunga pausa presa dalla band tra questo disco e il precedente, descritta come "una storia dell'orrore". "Randy Fitzsimmons" si riferisce al fittizio sesto membro degli Hives che avrebbe servito come manager della band e come unico compositore.
L'album è il primo a vedere la partecipazione del bassista The Johan and Only, dopo l'addio di Dr. Matt Destruction nel 2013. La band ha tenuto come artista principale diversi spettacoli a New York e in California all'inizio di maggio 2023, dopo di che ha suonato di supporto agli Arctic Monkeys nel tour in Regno Unito e Irlanda a partire dal 27 maggio 2023.

## Accoglienza
The Death of Randy Fitzsimmons ha ricevuto un punteggio di 78 su 100 sull'aggregatore di recensioni Metacritic basato su 12 recensioni, punteggio indicante una ricezione "generalmente favorevole". Nella sua recensione che ha assegnato cinque stelle, Logan Walker di The Skinny ha descritto l'album come "un esercizio senza respiro su come la musica rock dovrebbe essere suonata. È divertente, frenetico e pieno del caratteristico humor degli Hives". Elliot Burr di The Line of Best Fit ha scritto che "c'è ancora più vita in questi anziani statisti, nonostante le ironiche connotazioni mortali che abbondano" e ha definito gli Hives "il derviscio rotante che ci siamo goduti per decenni, avendo preparato un'altra tempesta quando la musica ha bisogno di nuovo di una seria iniezione di divertimento".
Uncut ha scritto che "è divertente garage rock tornato alle origini e sebbene sia un territorio familiare è evidente che la band ci sappia ancora fare".

## Tracce
1. Bogus Operandi – 3:43
2. Trapdoor Solution – 1:03
3. Countdown to Shutdown – 3:13
4. Rigor Mortis Radio – 2:28
5. Stick Up – 2:19
6. Smoke & Mirrors – 3:01
7. Crash Into the Weekend – 2:58
8. Two Kinds of Trouble – 2:44
9. The Way the Story Goes – 2:56
10. The Bomb – 2:13
11. What Did I Ever Do to You? – 3:09
12. Step Out of the Way – 1:39

## Formazione
- Howlin' Pelle Almqvist - voce
- Chris Dangerous – batteria
- The Johan and Only – basso
- Nicholaus Arson – chitarra
- Vigilante Carlstroem – chitarra

collaboratori
- Patrik Berger – produzione
- Robin Schmidt – mastering
- Pelle Gunnerfeldt – mixing
- Jonas Kullhammar – sax (tracce 5, 6)
- Markus Krunegård – cori (6)

## Classifiche
| Classifica (2023)                          | Posizione massima |
| ------------------------------------------ | ----------------- |
| Australia (ARIA)                           | 61                |
| Belgio (Ultratop Fiandre)                  | 64                |
| Belgio (Ultratop Vallonia)                 | 20                |
| Finlandia (Suomen virallinen lista)        | 15                |
| Francia (SNEP)                             | 39                |
| Germania (Offizielle Top 100)              | 8                 |
| Regno Unito (OCC)                          | 2                 |
| Regno Unito Independent Albums (OCC)       | 1                 |
| Scozia (OCC)                               | 2                 |
| Spagna (PROMUSICAE)                        | 94                |
| Stati Uniti Independent Albums (Billboard) | 49                |
| Svezia (Sverigetopplistan)                 | 1                 |
| Svizzera (Schweizer Hitparade)             | 9                 |